# باکالوفکا
باکالوفکا (انگلیسی: Bakalovka) یک شهرک در شهرستان خایبولینسکی استان باشقیرستان کشور روسیه است.